# 가미유베쓰정
가미유베쓰정(일본어: 上湧別町)은 일본 홋카이도 아바시리 지청 관내 중부의 몬베쓰 군에 존재했던 정이다. 정명의 유래는 옛 유베쓰 촌의 분할시에 유베쓰 강의 상류측의 위치에 있던 것으로부터 지어졌다. 
2009년 10월 5일에 유베쓰 정과 신설 합병해, 새롭게 유베쓰정으로서 발족했다.

## 지리
정의 중앙부를 유베쓰 강이 흐른다. 지형은 평탄하다.

## 역사
- 1910년 - 구 유베쓰 촌을 분할 해 몬베쓰 군 가미유베쓰 촌이 탄생했다.
- 1919년 - 몬베쓰 군 엔가루 촌(현 엔가루정)이 분촌했다.
- 1953년 - 정으로 승격해 가미유베쓰 정이 되었다.
- 2009년 10월 5일 - 유베쓰 정과 합병했다.

## 경제
기간산업은 밭농사, 낙농 등이다. 일본 최북단의 사과의 산지이다.

## 교통

### 도로
- 국도 238호선
- 국도 242호선